# Knut Fredrik Söderwall

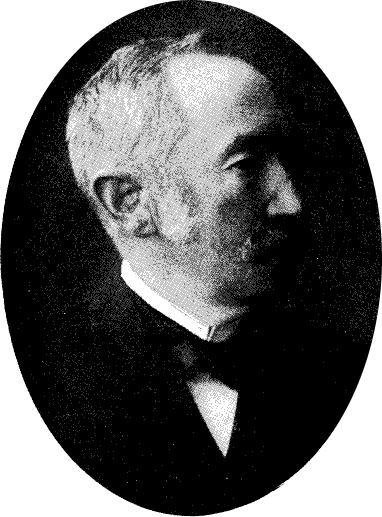
Knut Fredrik Söderwall

Knut Fredrik Söderwall (* 1. Januar 1842 in Drängsered, Hallands län; † 30. Mai 1924 in Lund) war ein schwedischer Skandinavist.

## Leben und Werk
Knut Fredrik Söderwall, Sohn eines Propstes, besuchte zuerst die Kathedralschule in Lund und studierte dann seit 1858 an der Universität Lund. 1865 wurde er Dozent, 1872 Adjunkt, 1886 außerordentlicher und 1892 ordentlicher Professor für nordische Sprachen in Lund. 1875 hatte er mit Hilfe eines Reisestipendiums Dänemark und Deutschland besucht. 1892 wurde er zum Mitglied der Schwedischen Akademie gewählt.
Von seinen Schriften sind besonders hervorzuheben: Hufvudepokerna af svenska språkets utbildning (Lund  1870) und ein großangelegtes Wörterbuch des mittelalterlichen Schwedisch (Ordbok öfver svenska medeltidsspråket, 29 Bde., Lund 1884–1918). Seit 1884 beteiligte er sich an den Vorarbeiten für das von der Schwedischen Akademie herausgegebene große neuschwedische Wörterbuch (Ordbok öfver svenska språket utgifven af Svenska akademien, Lund 1894 ff.) und wurde 1892 zum Leiter dieses Unternehmens bestellt. 1907 trat er in den Ruhestand.